# Xanthorhoe thules
Xanthorhoe thules là một loài bướm đêm trong họ Geometridae.